# The Astronauts
The Astronauts è una serie televisiva statunitense ideata da Daniel Knauf, trasmessa su Nickelodeon e MTV dal 13 novembre 2020. La serie ha come protagonisti Miya Cech, Bryce Gheisar, Keith L. Williams, Kayden Grace Swan e Ben Daon, oltre alla voce di Paige Howard.
In Italia la serie è andata in onda su MTV dal 16 settembre 2021.

## Trama
Cinque ragazzini adolescenti si intrufolano su un'astronave e l'intelligenza artificiale super tecnologica della navicella, Matilda, li manda nello spazio. I ragazzi devono trovare il modo per tornare sulla Terra, svolgendo intanto una missione spaziale, cercando di impedire che l'astronave si rompa. Ma poi cambiano idea e vanno a completare la missione che consisteva nell'esaminare uno strano asteroide, ma dopo aver visto da vicino cos'era  "ľasteroide" vanno a prenderlo per il bene dell'umanità.

## Episodi
| Stagione       | Episodi | Prima TV USA | Prima TV Italia |
| -------------- | ------- | ------------ | --------------- |
| Prima stagione | 10      | 2020-2021    | 2021            |

## Personaggi e interpreti

### Personaggi principali
- Samantha "Samy" Sawyer-Wei, interpretata da Miya Cech.
Comandante dell'equipaggio dell'Odyssey II e figlia di Rebecca Sawyer e Molly Wei.
- Elliott Combs, interpretato da Bryce Gheisar.
Figlio di Griffin Combs e nipote di Singer Combs.
- Martin Taylor, interpretato da Keith L. Williams.
Figlio di Niles Taylor e fratello maggiore di Doria Taylor.
- Doria Taylor, interpretato da Kayden Grace Swan.
Figlia di Niles Taylor e sorella minore di Martin Taylor.
- Will Rivers, interpretato da Ben Daon.
Figlio di Connie Rivers.
- Matilda, voce di Paige Howard.
Intelligenza artificiale dell'Odyssey II, creata da Singer Combs. Ha pianificato il lancio nello spazio dei adolescenza.

## Produzione
La serie è stata annunciata il 18 giugno 2019. Le riprese sono iniziate nel febbraio del 2020 e hanno subìto dei ritardi a causa della pandemia di COVID-19.